# تشيهايافورو
تشيهايافورو (باليابانية: ちはやふる، بالروماجي: Chihayafuru) هي سلسلة مانغا يابانية من تأليف ورسوم المانجاكا يوكي سويتسوغو، نشرت من قبل كودانشا في مجلة Be Love منذ 28 ديسمبر عام 2007،  الانمي من إنتاج الاستوديو الغني عن التعريف، استوديو مادهاوس [مادهاوس] و كان أول عرض له في موسم خريف 2011، عرض الأنمي في 5 أكتوبر عام 2011 حتى 27 مارس عام 2012، على تلفزيون نيبون، وتكون من 25 حلقة، قام استوديو مادهاوس بإنتاج موسم ثاني للأنمي عرض في 11 يناير عام 2013 حتى 28 يونيو 2013، وتكون 25 حلقة + 1 أوفا،  وأعلن أنه سيتم إنتاج موسم ثالث للأنمي من قبل استوديو مادهاوس، وسيعرض في أكتوبر 2019.

## القصة
تدور أحداث القصة عن تشيهايا أياسي هي فتاة شابة لاتملك الموهبة لفعل أي شيء، وقضت معظم حياتها في دعم أختها لتصبح ملكة جمال اليابان. تلتقي تشيهايا بفتى يدعى أراتا يخبرها بأن حلمها يجب ان يتعلق بها لا بغيرها، ومن ثم يعرفها على لعبة تدعى الكاروتا، يعتقد أراتا أن تشيهايا لديه القدرة على أن تصبح أفضل لاعبة كاروتا، وتبدأ تشيهايا سعيها لتحقق حلمها الجديد ولتصبح أفضل لاعبة كاروتا في اليابان مع صديقها الجديد أراتا.

## الشخصيات

### الشخصيات الرئيسية
تشيهايا أياسي (باليابانية: 綾瀬 千早، بالروماجي: Ayase Chihaya)
مؤدية الصوت: أسامي سيتو
تايتشي ماشيما (باليابانية: 真島 太一، بالروماجي: Mashima Taichi)
مؤدي الصوت: مامورو ميانو
أياهي تاكاغاكي (أيام الطفولة)
أراتا واتايا (باليابانية: 綿谷 新، بالروماجي: Wataya Arata)
مؤدي الصوت: يوشيماسا هوسويا
يوكا تيرازاكي (أيام الطفولة)

### شخصيات أخرى
كانادي أوي (باليابانية: 大江 奏، بالروماجي: Ōe Kanade)
مؤدية الصوت: آي كايانو
يوسي نيشيدا (باليابانية: 西田 優征، بالروماجي: Nishida Yūsei)
مؤدي الصوت: تورو نارا
تسوتومو كومانو (باليابانية: 駒野 勉، بالروماجي: Komano Tsutomu)
مؤدي الصوت: تسوباسا يوناغا
سوميري هانانو (باليابانية: 花野 菫، بالروماجي: Hanano Sumire)
مؤدية الصوت: ميغومي هان
أكيهيرو تسوكوبا (باليابانية: 筑波 秋博، بالروماجي: Tsukuba Akihiro)
مؤدي الصوت: ميو إيرينو
تايكو مياوتشي (باليابانية: 宮内 妙子، بالروماجي: Miyauchi Taeko)
مؤدي الصوت: توشيكو فوجيتا

## وصلات خارجية
- الموقع الرسمي (باليابانية)
- "Chihayafuru" at Kodansha Comics
- Official NTV website (باليابانية)
- تقرير انمي شيهايافور على موقع انميبيديا (بالعربية)
- تشيهايافورو على موقع ANN manga (الإنجليزية)